# Teodoric I de Lorena
Thierry I o Teodoric I, nascut cap a 965, mort entre l'11 d'abril de 1026 i el 2 de gener de 1027, va ser comte de Bar i duc d'Alta Lotaríngia o Lorena.
Era fill de Frederic I de Lorena, comte de Bar i duc d'Alta Lotaríngia i de Beatriu de França, germana d'Hug Capet.
Va succeir al seu pare el 978 i la seva mare va assegurar la regència fins al 987. El 985, amb altres senyors lorenesos (entre altres el seu cosí germà Godofreu el Captiu, comte de Verdun), va combatre el rei Lotari I de França que assetjava Verdun, però va ser fet presoner.
Va ser un partidari incondicional dels emperadors otonians i va combatre en favor d'Enric II contra els seus cosins de Luxemburg el 1011. Va ser de nou capturat el 1018 combatent a Borgonya, però va vèncer Eudes II de Blois, comte de Troyes i de Meaux.
El 1019, va associar el seu fill Frederic II al govern del ducat. A la mort de l'emperador Enric II (1024), va combatre contra Conrad II, però després va canviar de bàndol i va reconèixer a l'emperador.

## Matrimoni i fills
Es va casar vers el 985 amb Riquilda, probablement filla de Folmar I de Bliesgau, comte de Lunéville i comte de Metz, i va tenir:
- Adela († 995), casada amb el comte Walram I d'Arlon
- Frederic II (995 † 1026), comte de Bar, duc de Lorena